# Росвигівський бій
Росвигівський бій — битва біля села Росвигово у передмісті Мукачева (зараз — частина Мукачева) між чехословацькими та угорськими військами, що відбулася 6 січня 1939 року. Завершилася перемогою Чехословаччини та короткочасним вигнанням угорських військ з Росвигова.

## Передумови
2 листопада 1938 року був укладений Перший Віденський арбітраж, за яким частина Чехословаччини, у тому числі закарпатські міста Ужгород, Мукачево та Берегово, мали перейти до володінь Королівства Угорщина. Село Росвигово, передмістя Мукачева, що знаходилося на іншому березі Латориці, мало залишитися частиною Чехословаччини, проте угорські війська зайняли і його.

## Хід битви
Згідно з офіційною чехословацькою версією, у ніч з 5 на 6 січня 1939 року угорські війська розпочали обстріл позицій чехословацьких військ, що перебували за межами Росвигова та за демаркаційною лінією. Після вбивства одного чехословацького солдата війська відкрили вогонь по угорських військах і почали перестрілку в Росвигові. До ранку 6 січня територія передмістя була повністю захоплена Чехословаччиною. За іншою версією, наступ на Росвигово готувався командуванням чехословацьких військ.
У ході бою загинули 5 чехословацьких солдатів, 9 (за офіційними даними) угорських. Ще 5 чехословацьких військовослужбовців були поранені.

## Наслідки
Після Росвигівського бою вирішено передати Угорщині село Росвигово. У березні 1939 року угорські війська розпочали масштабний наступ на Чехословаччину та окупували Карпатську Україну.
Росвигівський інцидент у багатьох газетних виданнях початку 1939 року висвітлювався як привід до повномасштабної війни між Угорщиною та Чехословаччиною.